# Guy Van Nueten
Guy Van Nueten (Turnhout, 25 juli 1965) is een Belgisch componist, pianist en producer.

## Biografie
Guy Van Nueten begon met pianospelen op vierjarige leeftijd en werd door zijn moeder naar de plaatselijke muziekschool gebracht. Als gevolg hiervan kon hij eerder noten lezen dan letters. Rond zijn vijftiende begon hij zich met pop- en rockmuziek bezig te houden en na zijn studies wiskundige economie stortte hij zich volledig op een muzikale carrière.
Tijdens zijn tijd bij The Sands werd hun titelloze debuutplaat geproduceerd door Bill Janovitz van het Amerikaanse Buffalo Tom en wereldwijd uitgebracht door Universal. Vervolgens toerde de groep door Europa, onder meer met John Cale. Guy Van Nueten schreef voor The Sands onder meer de Belpop-klassieker April and June, een nummer dat decennia op de radio te horen zou zijn en steevast in de 'Top-100 Belgische songs aller tijden' terecht zou komen.
Rond 1998 werd een muzikale koerswijziging voor Van Nueten een noodzaak: hij schreef zich in aan het conservatorium voor compositie en harmonie en werd pianistiek onder handen genomen door de internationaal gerenommeerde pedagoog Jacques De Tiège. Een episode waarover Van Nueten later zei: "Vroeger speelde de piano met mij, nu speel ik piano."
Verder schreef hij onder meer voor filmregisseurs, theatermakers en choreografen. Hij componeerde voor bekende theaterhuizen uit de Benelux, zoals Toneelhuis, Toneelgroep Amsterdam, Les Ballets C de la B, deFilharmonie en HETPALEIS, waarvoor hij in 2005 de musical Soepkinders componeerde, bekroond met een Vlaamse Musical Award. Verder schreef hij muziek, onder meer voor filmregisseurs Koen Mortier (Ex Drummer) en Alex Stockman (Eva in 2006, bekroond op het Filmfestival van Venetië en Pulsar in 2012, met onder anderen Matthias Schoenaerts).
Muziektijdschrift OOR noemde zijn muziek voor Les Ballets C de la B bij de dansvoorstelling Bâche (2005) een meesterwerk vanwege "de unieke combinatie van een modern elektronisch klankfestijn, gekoppeld aan gevoelsvolle Elizabethaanse muziek".
Als componist van de dansvoorstelling Verveling (Boredom) (een samenwerking met danseres Sheila Rojas en choregraaf en regisseur Amar Al-Bojrad) mag Van Nueten zich sinds 2016 een zogenaamde Fellow noemen aan het Amerikaanse Sundance Institute. Dit kadert in een geheel van internationale culturele uitwisselingsprogramma's voor onafhankelijke kunstenaars van het instituut en omvat onder andere een nieuwe, meerjarige verbintenis om kunstenaars uit het Midden-Oosten en Noord-Afrika (MENA) te ondersteunen.
Als uitvoerder en/of arrangeur is hij te horen op gouden platen van dEUS, Admiral Freebee, Zita Swoon, Magnus, Tim Vanhamel en DAAN. 
Twee nummers van zijn hand stonden in de 'Top-100 Belgische songs aller tijden' van het Belgische tijdschrift Knack en de dubbel-cd Live (samen met Tom Barman, zanger van dEUS), waarvoor Van Nueten pianobewerkingen schreef en uitvoerde, werd in heel Europa uitgebracht en dook in verschillende tijdschriften op in de top 10 van beste cd's van 2003.
In de herfst van 2009 bracht Van Nueten Merg uit, een hedendaags klassiek soloalbum met verwijzingen naar onder andere barok en zijn held Johann Sebastian Bach, en met songtitels als Adagio niet in B, Agressie Var.1 en Impro De Vrucht. In 2013 verscheen de opvolger Pacman, volgens cobra.be "tijdloos en wars van alle trends", volgens Dimitri Verhulst (in Humo) de "beste cd van 2013". Deze zogenaamde Pacman-trilogie werd in 2018 afgesloten met de release van Contact. Dit album kwam uit op Sony Classical – een primeur voor een Belgische artiest. In Humo noemde Tom Lanoye dit de plaat die hem tijdens het coronajaar 2020 het meest heeft kunnen bekoren.
In het najaar van 2019 volgt de release van de ep Night Has Come, met daarop drie nummers uit de soundtrack van Night Has Come van Peter Van Goethem. In 2020 en 2021 verschijnen de ep's As Played By, Wired en  Pulsar. Ze maken deel uit van het in 2024 uitgebrachte Decent Music, een overzicht van werk dat Van Nueten tussen 2002 en 2022 componeerde voor theater, film en dans.

## Theater, musical, dans
- Het Beest, FroeFroe/HETPALEIS, regie: Marc Maillard (2000)
- Beautiful Red Dress, Podium Modern, regie: Manou Kersting (2001)
- Winter onder de tafel, HETPALEIS, regie: Peter de Graef (2002-2004)
- Van muizen en mensen, Laika/Blauw4, regie: Jo Roets (2003-2005)
- Villa Fink van Laika/De Blauwe Engel, regie: Noël Fisher (2003)
- Percursos/Hotel Tomilho, Laika, concept: Peter De Bie, regie: Jo Roets (2004, 2005, 2007)
- Soepkinders (musical), Laika/HETPALEIS, tekst: Gerda Dendooven, regie: Jo Roets (2005-2008), vertaald in Frans en Engels (Musical Award)
- Bâche, Les Ballets C de la B, choreografie: Koen Augustijnen (2004-2006)
- Merg, De Roovers, tekst: Judith Herzberg, regie: de Roovers (2006)
- Import-Export, Les Ballets C de la B, choreografie: Koen Augustijnen (2006-2008)
- Modeshow Dries Van Noten (samen met dEUS), mannencollectie, Milaan (2007)
- Maria Magdalena, Toneelhuis (Antwerpen), regie: Wayn Traub (2008)
- De 7 hoofdzonden, Cellopalladio, artistieke coördinatie: Katelijn Van Kerckhoven (2009)
- 't Takkenkind (musical), Laika, tekst: Gerda Dendooven, regie: Jo Roets (2009-2010, 2013-2014)
- Moederland (muziektheater), Theater Stap, regie: Lies Van Assche (2010-2011)
- Verveling (danstheater), Moussem, regie: Amar Al Bojrad (2012, 2016)
- WDSASE (danstheater), Monty, choreografie: Duraid Al Abbas (2013)
- Solitary Confinement (eenzame opsluiting), Moussem, regie: Strange Fruit (Amar Al Bojrad, Duraid Abbas en Sarah Eisa) (2013)
- The Medium (muziektheater) (naar Gian Carlo Menotti), Walpurgis, regie: Judith Vindevogel (2015)
- Skin, Compagnie Malka (FRA), choreografie: Bouba Landrille Tchouda (2015-2016)
- Verveling (Boredom), WPZimmer/Sundance Institute (USA)/KunstZ (2016, 2017)
- Modeshow Dries Van Noten en Christian Lacroix, vrouwencollectie SS20, Opéra Bastille, Parijs (2019)
- De Toverberg, Internationaal Theater Amsterdam (NL), regie: Stef Aerts en Marie Vinck - FC Bergman (2022)[27]

## Filmmuziek
- Pâques au Tison (samen met Jef Mercelis), La Parti Production, regie: Martine Doyen (2002)
- Wolf, SKaGeN, regie: SKaGeN (2003)
- Jaguar (kortfilm), regie: Willem Thijssen (2003)
- De Balletten en ci en là (documentaire), regie: Alain Platel (2006)
- Eva reste au placard... (kortfilm), regie: Alex Stockman (2006) ('Best European Short', Évora International Short Film Festival, Portugal 2007)
- Ex Drummer (samen met onder anderen Arno en Flip Kowlier), CCCP, regie: Koen Mortier (2006)  ('Tiger Award' International Film Festival Rotterdam 2007; 'Best First Feature' Fantasia Festival 2008; 'Best Debut Feature' Raindance Film Festival 2007; 'Special Jury Award' Internationaal filmfestival van Warschau 2007)[28]
- 'Corporate' en 'Photo' (twee films), Caviar, regie: Kurt Maes (2007) ('Beste filmproducent' Corporate Video Festival, Antwerpen 2008)
- Everybody Sings the Blues (kortfilm), regie: Marc Goyens (2007)
- Axa 'I-plus' (reclamespot), Czar, regie: Koen Mortier (2008)
- Axa 'Happy Family' (reclamespot), Czar, regie: Dimitri Karakatsanis (2008)
- First Things First (kortfilm), regie: Arne Focketyn (2010)
- Pulsar, Corridor Films, regie: Alex Stockman (2009-2010) ('Preis der Deutsche Filmkritik' Filmfest Hamburg 2011)
- Epilogue (documentaire), Serendipity Films, regie: Manno Lanssens (2011) ('Beste documentaire' Ensors 2012)
- Nuru (animatiefilm), Walking the Dog, regie: Michaël Palmaers (2011) ('Best Animated Short' Palm Springs Film Festival; 'Best Animated Short' Rhode Island Film Festival)
- Milo, Samson Films (IRL) & Fu Works (NL), regie: Berend en Roel Boorsma (2011-2012) ('CGS Award' Giffoni Film Festival; 'Best International Children's Movie 2012' Cinekid)
- Ex-smokers (vier reclamespots), Czar, regie: Koen Mortier (2012)
- Artaud, le surréel et les Tarahumaras, Blauer Reiter Filmproduktion (GER), regie: Lara Quaglia (2013)
- Brussels: A City Caught on Film (verzameling stomme films), CINEMATEK (2014)
- Le choix de peindre - Van Gogh (samen met Alan Gevaert) (documentaire), Alizé/RTBF/Arte, regie: Henri de Gerlache (2014)
- Mobistar 'Cold Soup' (reclamespot), Czar, regie: Joe Vanhoutteghem (2015)
- Antwerpen Lage Emissiezone (reclamespot), Czar, regie: Salsa (2016)
- The Bicky Beef Miracle (reclamespot), Czar, regie: Koen Mortier (2016)
- Raoul Servais, mémoires d'un artisan (documentaire), LesFilmsDuCarré, regie: Bastien Martin (2017)
- Night Has Come, Inti Films, regie: Peter Van Goethem (2019)[29][30][31]
- Proximus 'The Chase' (reclamespot), Czar, regie: Koen Mortier (2024)

## Televisiemuziek
- F*** You Very, Very Much (piano en live gastoptreden), Caviar, regie: Bert Scholiers en Jonas Govaerts (2021)

## Autonoom
- Dansstudie 1, trio voor hobo, cello en piano, creatie 4/1999, deSingel, Antwerpen
- Dansstudie 2, trio voor vibrafoon, euphonium en piano, creatie 5/2000, deSingel, Antwerpen
- Merg, piano solo (2006-2010)
- Avaritia, Nel Mezzo del Cammin, Divina Commedia, voor 7 celli en koor (2009)
- Trio voor hobo, cello en piano (2012)
- Pacman, piano solo (2013)
- To Hit a Dog, Just Find a Stick, strijkkwartet (2015)
- Piano Solo III (2017)

## Discografie
The Sands:
- The Sands (Universal, 1995)
- ...And Other True Stories (Universal, 1996)

Tom Barman & Guy Van Nueten: 
- Live (Universal, 2003)

Van Nueten & Dugardin: 
- Bâche (Bolli Records/Lowlands, 2004)

Guy Van Nueten: 
- Merg (Bolli Records/62TV/PIAS, 2009)[32]
- Pacman (Bolli Records, 2013)[33]
- Music for a Small Orchestra (soundtrack Milo) (Bolli Records, 2015)[34]
- Contact (Sony Classical, 2018)[35]
- Night Has Come (soundtrack, ep) (Bolli Records, 2019)
- As Played By (ep) (Bolli Records, 2020)
- Wired (ep) (Bolli Records, 2020)[36][37]
- Pulsar (soundtrack) (Bolli Records, 2021)[38]
- Decent Music (Télès Music, 2024)[39]